# Julia Faria
Julia Pegado Simões de Faria (Rio de Janeiro, 8 de janeiro de 1986) é uma atriz e blogueira brasileira.

## Biografia e carreira
Ela estreou na TV Globo com a personagem Mônica na novela Passione, de Silvio de Abreu, como rival de Fátima (Bianca Bin).
Em 2015, integrou o elenco de Malhação como uma enfermeira. No ano seguinte, foi escalada para atuar na novela das sete Haja Coração como uma it-girl e blogueira de sucesso invejada por Fédora, personagem de Tatá Werneck.

## Filmografia

### Televisão
| Ano  | Título       | Personagem        |
| ---- | ------------ | ----------------- |
| 2010 | Passione     | Mônica            |
| 2015 | Malhação     | Ana               |
| 2016 | Haja Coração | Estelinha Salgado |